# George Buckley (cricket, 1875)
Pour les articles homonymes, voir George Buckley et Buckley (homonymie).
George John Buckley, né le 20 mai 1875 à Londres (Angleterre) et mort le 14 février 1955 à Shanklin (Angleterre), est un joueur britannique de cricket. 

## Biographie
George Buckley participe à l'unique match de cricket aux Jeux olympiques en 1900 à Paris. La Grande-Bretagne bat la France par 158 courses et remporte donc la médaille d'or.